# Gunung Bhee
Gunung Bhee är en kulle i Indonesien.   Den ligger i provinsen Aceh, i den västra delen av landet, 1 700 km nordväst om huvudstaden Jakarta. Toppen på Gunung Bhee är 33 meter över havet.
Terrängen runt Gunung Bhee är platt. Runt Gunung Bhee är det ganska tätbefolkat, med 54 invånare per kvadratkilometer. I omgivningarna runt Gunung Bhee växer i huvudsak städsegrön lövskog.